# Zářečí nad Svitavou
Zářečí nad Svitavou (německy Hinterwasser) je v současné době součástí (k. ú. a ZSJ) města Březová nad Svitavou. Katastr Zářečí nad Svitavou má v současnosti rozlohu 87,05 hektarů a leží na obou březích řeky Svitavy. Téměř celý katastr leží v Čechách, ale svým východním okrajem zasahuje v současnosti i na Moravu.
Od roku 1557 náleželo Zářečí ke svojanovskému panství. Společně s vesnicemi Moravskou a Českou Dlouhou patřila pod Banínské Boží Tělo. Původně Zářečí tvořilo součást katastrálního území Německá Bělá (dnes Bělá nad Svitavou). Od 12. června 1887 se stalo součástí tehdy nově vytvořeného katastrálního území Brněnec. Později se i Zářečí stalo samostatným katastrálním územím, které je od roku 1960 součástí Březové nad Svitavou.

## Zajímavost
V Zářečí se 10. července 1838 narodila Karolina Klára Schützová, jenž se později provdala za pražského rodáka Antona Welse (1830–1876), spolumajitele cukrovaru v Kovarcích na západním Slovensku. V roce 1868, se v tomto manželství, narodila 23. července dcera Anna Juliana Franciska Karolina Welsová. Když Anna Juliana dospěla, provdala se 15. ledna 1889 za Angličana, usazeného a podnikajícího v Čechách, Victora Johana Georga Rustona (1860–1940). V Úžici se jim 21. listopadu 1889 narodil syn Joseph Victor Anthony Ruston – budoucí otec herečky Audrey Hepburnové. Karolina Schützová byla její prababičkou.